# Masacre de Yumbi

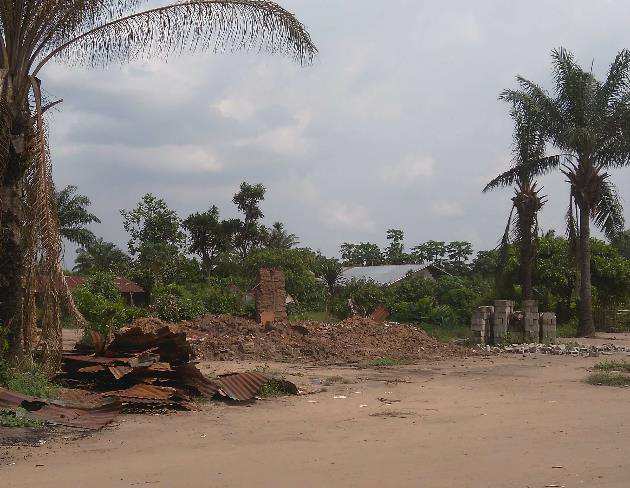
Yumbi tras el atentado del 16 de diciembre de 2018.

La masacre de Yumbi ocurrió entre el 16 y el 18 de diciembre de 2018 en la República Democrática del Congo. Al menos 890 personas, en su mayoría banunus, fueron asesinadas en Yumbi y otras tres aldeas cercanas (Bongende, Nkolo y Camp Nbanzi) en la provincia de Mai-Ndombe, 400 km (250 millas) al norte de Kinshasa. Unas 465 casas y edificios fueron incendiados o saqueados, incluidas algunas instalaciones públicas. El pueblo de pescadores de Bongende fue el más afectado, con muchos residentes mutilados y al menos 339 asesinados. Alrededor de 16.000 banunu fueron desplazados del territorio de Yumbi, según informó ACNUR. Alrededor de 100 banunus encontraron refugio en la isla de Moniende en el río Congo, mientras que el resto huyó al distrito de Makotimpoko en la República del Congo.

## Cronología
Los Banunus fueron masacrados por miembros de la comunidad Batende en una rivalidad profundamente arraigada por los deberes tribales mensuales, la tierra, los campos y los recursos hídricos. Se emplearon tácticas de estilo militar en el baño de sangre, y algunos asaltantes estaban vestidos con uniformes del ejército. Se sospechaba que autoridades locales y elementos de las fuerzas de seguridad les prestaban apoyo. Tanto la OACNUDH como las autoridades judiciales nacionales han iniciado investigaciones sobre los ataques denunciados. Los informes sugieren que los enfrentamientos comenzaron cuando los miembros de la tribu Banunu querían enterrar a uno de sus jefes tradicionales en la tierra de Batende.